# Cuthred
Cuthred (zm. 756) – król Wessexu.
Królem został w 740. U szczytu potęgi znajdowało się wówczas sąsiednie królestwo Mercja. Przez większość swoich rządów prowadził walki z nią oraz z Walijczykami. Zwycięstwo nad królem Mercji Aethelbaldem odniósł w bitwie pod Burford w 752, a nad Walijczykami w 753.